# ATP St. Petersburg

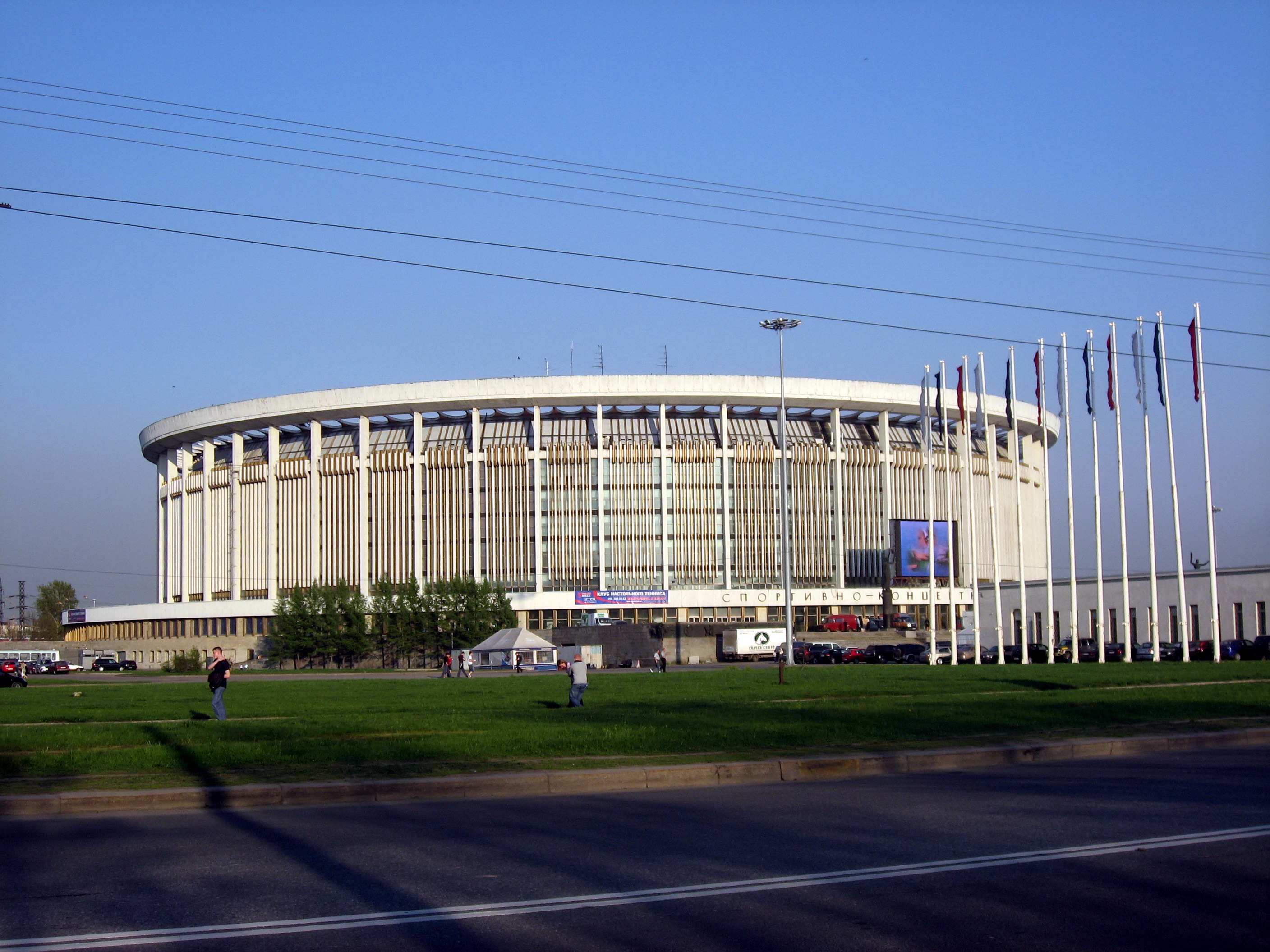
Der ehemalige Veranstaltungsort des Turniers, das SKK Peterburgski

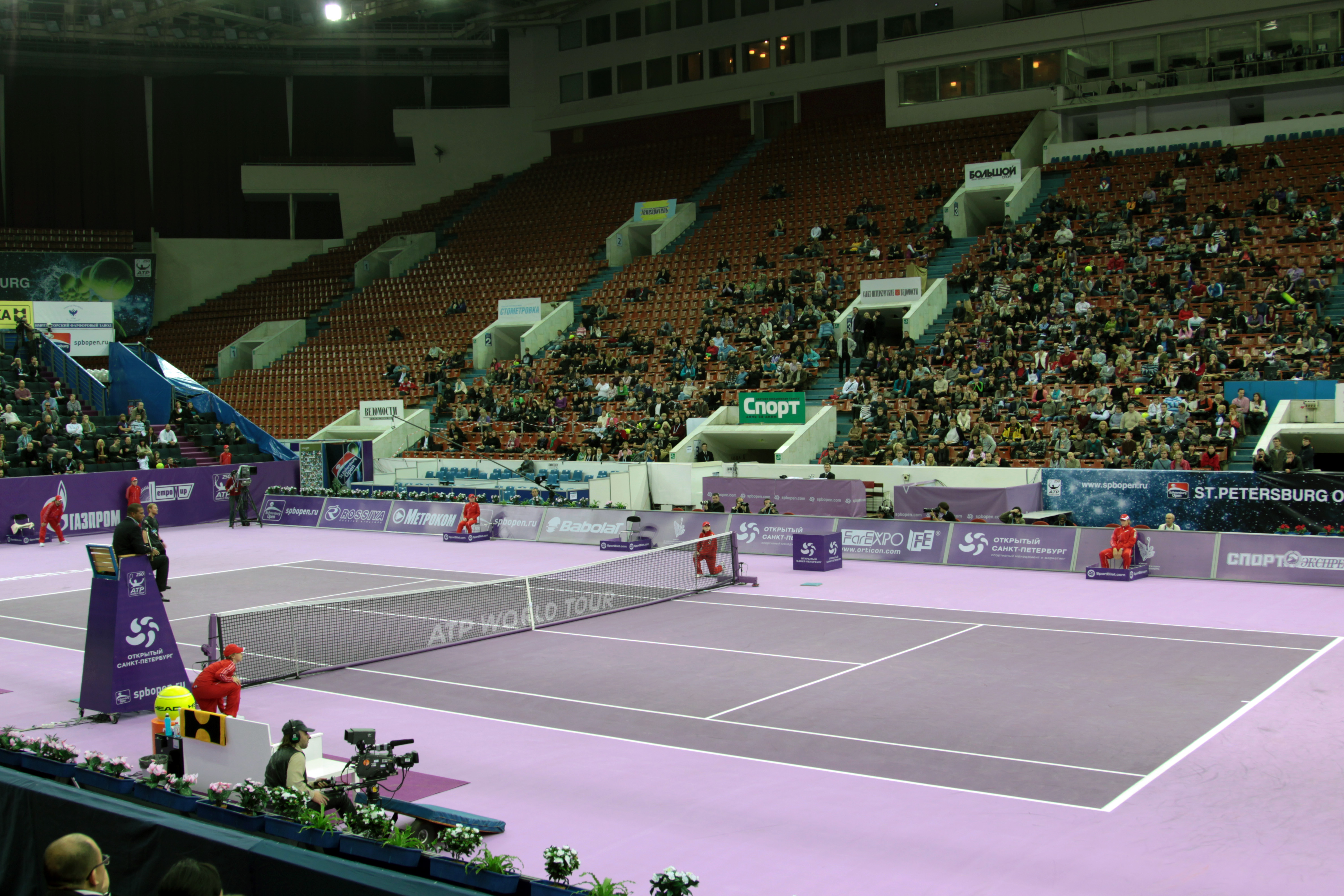
Center Court, 2010

Das ATP Turnier in St. Petersburg (offiziell St. Petersburg Open) war ein Tennisturnier, das in der russischen Stadt Sankt Petersburg ausgetragen wurde. Es gehörte zur ATP Tour 250, der niedrigsten Kategorie innerhalb der ATP Tour und fand in der Halle auf Hartplatz statt.

## Geschichte
1995 wurde das Turnier als Nachfolger des Turniers von Saragossa in den Kalender aufgenommen. Es fand jährlich statt. Einzige Ausnahme war die Saison 2014, als bekannt wurde, dass das Turnier von einem ATP-Turnier in Tel Aviv abgelöst werden sollte, dieses aber wegen Sicherheitsbedenken nicht abgehalten wurde. Also blieb das Turnier vorerst Teil der ATP Tour.
Sowohl der Termin des Turniers als auch der Bodenbelag wechselten im Laufe der Jahre. Zunächst wurde im Frühjahr (meist Anfang März) gespielt, zuletzt im Herbst (Oktober oder November), zu Beginn auf Teppich; ab 2008 spielte man wie schon zwischen 2000 und 2003 auf Hartplätzen. Einzig 2020 fand das Turnier wegen der COVID-19-Pandemie einmal im Rahmen der ATP Tour 500 statt, einer höheren Turnierkategorie. Die Ausgabe ab 2022 wurde wegen des Russischen Überfalls auf die Ukraine nach Nur-Sultan verlegt. Seitdem fand kein weiteres Turnier mehr statt.
Veranstaltungsort war bis 2015 das SKK Peterburgski. Danach wurde das Turnier in der Sibur Arena ausgetragen.

## Erfolg deutschsprachiger Spieler

### Deutschland
Die beste Leistung eines Deutschen gelang Alexander Zverev mit seinem Sieg 2016 im Finale gegen Stan Wawrinka. Das Finale erreichten David Prinosil (1999), Rainer Schüttler (2001) und Nicolas Kiefer (2005).
Im Doppel verlor das deutsche Duo Michael Kohlmann und Rainer Schüttler 2003 im Finale.

### Österreich
Die beste Leistung eines österreichischen Spielers im Einzelbewerb stellt der Sieg von Dominic Thiem im Jahr 2018 dar.
Das österreichische Duo Jürgen Melzer und Julian Knowle gewann das Turnier im Jahr 2005 und erreichte im Jahr darauf das Finale. Für Knowle war es nach 2003 (mit Nenad Zimonjić) bereits der zweite Triumph in St. Petersburg. Zudem erreichte Jürgen Melzer (mit Todd Perry) 2007 das Finale.

### Schweiz
Marc Rosset erreichte 1998 das Finale und gewann das Turnier im Jahr darauf. Im Doppel erreichte Jakob Hlasek 1995 das Finale.

## Siegerliste
Rekordsieger im Einzel mit je zwei Siegen sind Thomas Johansson, Marat Safin, Andy Murray und Marin Čilić. Im Doppel ist Nenad Zimonjić mit drei Turniersiegen der erfolgreichste Spieler.

### Einzel
| Jahr | Sieger               | Finalist               | Finalergebnis     |
| ---- | -------------------- | ---------------------- | ----------------- |
| 2021 | Marin Čilić (2)      | Taylor Fritz           | 7:63, 4:6, 6:4    |
| 2020 | Andrei Rubljow       | Borna Ćorić            | 7:65, 6:4         |
| 2019 | Daniil Medwedew      | Borna Ćorić            | 6:3, 6:1          |
| 2018 | Dominic Thiem        | Martin Kližan          | 6:3, 6:1          |
| 2017 | Damir Džumhur        | Fabio Fognini          | 3:6, 6:4, 6:2     |
| 2016 | Alexander Zverev     | Stan Wawrinka          | 6:2, 3:6, 7:5     |
| 2015 | Milos Raonic         | João Sousa             | 6:3, 3:6, 6:3     |
| 2014 | nicht ausgetragen    | nicht ausgetragen      | nicht ausgetragen |
| 2013 | Ernests Gulbis       | Guillermo García López | 3:6, 6:4, 6:0     |
| 2012 | Martin Kližan        | Fabio Fognini          | 6:2, 6:3          |
| 2011 | Marin Čilić (1)      | Janko Tipsarević       | 6:3, 3:6, 6:2     |
| 2010 | Michail Kukuschkin   | Michail Juschny        | 6:3, 7:62         |
| 2009 | Serhij Stachowskyj   | Horacio Zeballos       | 2:6, 7:68, 7:67   |
| 2008 | Andy Murray (2)      | Andrei Golubew         | 6:1, 6:1          |
| 2007 | Andy Murray (1)      | Fernando Verdasco      | 6:2, 6:3          |
| 2006 | Mario Ančić          | Thomas Johansson       | 7:5, 7:62         |
| 2005 | Thomas Johansson (2) | Nicolas Kiefer         | 6:4, 6:2          |
| 2004 | Michail Juschny      | Karol Beck             | 6:2, 6:2          |
| 2003 | Gustavo Kuerten      | Sargis Sargsian        | 6:4, 6:3          |
| 2002 | Sébastien Grosjean   | Michail Juschny        | 7:5, 6:4          |
| 2001 | Marat Safin (2)      | Rainer Schüttler       | 3:6, 6:3, 6:3     |
| 2000 | Marat Safin (1)      | Dominik Hrbatý         | 2:6, 6:4, 6:4     |
| 1999 | Marc Rosset          | David Prinosil         | 6:3, 6:4          |
| 1998 | Richard Krajicek     | Marc Rosset            | 6:4, 7:65         |
| 1997 | Thomas Johansson (1) | Renzo Furlan           | 6:3, 6:4          |
| 1996 | Magnus Gustafsson    | Jewgeni Kafelnikow     | 6:2, 7:64         |
| 1995 | Jewgeni Kafelnikow   | Guillaume Raoux        | 6:2, 6:2          |

### Doppel
| Jahr | Sieger                                      | Finalisten                          | Finalergebnis     |
| ---- | ------------------------------------------- | ----------------------------------- | ----------------- |
| 2021 | Jamie Murray Bruno Soares                   | Andrei Golubew Hugo Nys             | 6:3, 6:4          |
| 2020 | Jürgen Melzer (2) Édouard Roger-Vasselin    | Marcelo Demoliner Matwé Middelkoop  | 6:2, 7:64         |
| 2019 | Divij Sharan Igor Zelenay                   | Matteo Berrettini Simone Bolelli    | 6:3, 3:6, [10:8]  |
| 2018 | Matteo Berrettini Fabio Fognini             | Roman Jebavý Matwé Middelkoop       | 7:66, 7:64        |
| 2017 | Roman Jebavý Matwé Middelkoop               | Julio Peralta Horacio Zeballos      | 6:4, 6:4          |
| 2016 | Dominic Inglot Henri Kontinen (2)           | Andre Begemann Leander Paes         | 4:6, 6:3, [12:10] |
| 2015 | Treat Huey Henri Kontinen (1)               | Julian Knowle Alexander Peya        | 7:5, 6:3          |
| 2014 | nicht ausgetragen                           | nicht ausgetragen                   | nicht ausgetragen |
| 2013 | David Marrero Fernando Verdasco             | Dominic Inglot Denis Istomin        | 7:66, 6:3         |
| 2012 | Rajeev Ram Nenad Zimonjić (3)               | Lukáš Lacko Igor Zelenay            | 6:2, 4:6, [10:6]  |
| 2011 | Colin Fleming (2) Ross Hutchins             | Michail Jelgin Alexander Kudrjawzew | 6:3, 6:75, [10:8] |
| 2010 | Daniele Bracciali Potito Starace            | Rohan Bopanna Aisam-ul-Haq Qureshi  | 7:66, 7:65        |
| 2009 | Colin Fleming (1) Ken Skupski               | Jérémy Chardy Richard Gasquet       | 2:6, 7:5, [10:4]  |
| 2008 | Travis Parrott Filip Polášek                | Maks Mirny Rohan Bopanna            | 3:6, 7:64, [10:8] |
| 2007 | Daniel Nestor (2) Nenad Zimonjić (2)        | Jürgen Melzer Todd Perry            | 6:1, 7:63         |
| 2006 | Simon Aspelin Todd Perry                    | Julian Knowle Jürgen Melzer         | 6:1, 7:63         |
| 2005 | Julian Knowle (2) Jürgen Melzer (1)         | Jonas Björkman Maks Mirny           | 4:6, 7:5, 7:5     |
| 2004 | Arnaud Clément Michaël Llodra               | Dominik Hrbatý Jaroslav Levinský    | 6:3, 6:2          |
| 2003 | Julian Knowle (1) Nenad Zimonjić (1)        | Michael Kohlmann Rainer Schüttler   | 7:61, 6:3         |
| 2002 | David Adams Jared Palmer                    | Irakli Labadse Marat Safin          | 7:68, 6:3         |
| 2001 | Denis Golowanow Jewgeni Kafelnikow (2)      | Irakli Labadse Marat Safin          | 7:5, 6:4          |
| 2000 | Daniel Nestor (1) Kevin Ullyett             | Thomas Shimada Myles Wakefield      | 7:65, 7:5         |
| 1999 | Jeff Tarango Daniel Vacek                   | Menno Oosting Andrei Pavel          | 3:6, 6:3, 7:5     |
| 1998 | Nicklas Kulti Mikael Tillström              | Marius Barnard Brent Haygarth       | 3:6, 6:3, 7:6     |
| 1997 | Andrei Olchowski (2) Brett Steven           | David Prinosil Daniel Vacek         | 6:4, 6:3          |
| 1996 | Jewgeni Kafelnikow (1) Andrei Olchowski (1) | Nicklas Kulti Peter Nyborg          | 6:3, 6:4          |
| 1995 | Martin Damm Anders Järryd                   | Jakob Hlasek Jewgeni Kafelnikow     | 6:4, 6:2          |